# 국부 (정치)
국부(國父)란 많은 국가에서 건국, 독립, 국가의 발전 시기에 활약한 상징적 인물이나 정치인에게 쓰이는 호칭이다. 국부는 국가를 건국한 원동력이 된 사람에게 주어지는 명예로운 칭호이다. 군주제에서 군주는 종종 "국부/국모" 또는 가족을 인도하는 족장으로 간주된다. 이 개념은 일부 군주제에서는 왕의 신성권으로 표현되는 반면, 다른 군주에서는 헌법으로 성문화되어 있다.
스페인에서 군주는 국가의 화합과 영속성을 상징하는 의인화이자 구체화로 간주된다. 태국에서는 국왕에게도 동일한 대우가 주어지며, 국왕에 대해 무례한 표현을 하는 사람은 누구나 엄중한 형사 처벌을 받게 된다.
많은 독재자들은 자신에게 작위를 부여하는데, 이는 정권이 끝날 때까지 거의 살아남지 못한다. 토고의 냐싱베 에야데마 직함에는 "국부", "형", "인민의 인도자"가 포함되었다. 자이르의 모부투 세세 세코(Mobutu Sese Seko)에는 "국부", "안내자", "메시아", "표범", "태양의 대통령", "움직이는 모든 것에 뛰어드는 수탉"이 포함되어 있다. 식민지 이후 아프리카에서 "국부"는 많은 지도자들이 독립 운동에서의 역할을 합법성의 원천으로 언급하고 가부장적 상징주의를 지속적인 인기의 원천으로 사용하기 위해 사용하는 칭호였다. 1949년 이오시프 스탈린의 70세 생일에 그는 제2차 세계대전 후 소련이 점령한 국가에 "인민 민주주의"를 수립한 공로로 "국부"라는 칭호를 받았다.
"국부"라는 칭호는 때때로 정치적으로 논쟁을 불러일으킨다. 1972년 방글라데시 헌법에서는 셰이크 무지부르 라흐만(Sheikh Mujibur Rahman)을 "국부"로 선언했다. 논쟁의 여지가 있는 전쟁 전 지도자 안드레이 흘린카를 "국부"로 선포하기 위한 슬로바키아 의회의 발의안은 2007년 9월 거의 실패했다.
" 베트남에서 호치민 (Hồ Chí Minh) 베트남 민족의 아버지로 여겨짐 (Father of the nation) 오늘날 베트남의 창시자이다. 하지만 양측의 의견이 엇갈린다 베트남 공화국 그를 국민의 죄로 생각하지만 이것은 범죄로 탄핵되었습니다 반역. 베트남 사람 그를 삼촌이라고 불러라 (Bác) 영어의 경우 대문자로 표기해야 합니다 (Uncle)."   

## 목록
강조된 표시는 생존 인물을 의미한다.
| 이름                                                                                               | 국가                                              |
| -------------------------------------------------------------------------------------------------- | ------------------------------------------------- |
| 아흐마드 샤 두라니                                                                                 | 아프가니스탄                                      |
| 스컨데르베우                                                                                       | 알바니아                                          |
| 호세 데 산마르틴                                                                                   | 아르헨티나                                        |
| 셰이크 무지부르 라흐만                                                                             | 방글라데시                                        |
| 필리프 3세 드 부르고뉴 공작                                                                        | 벨기에                                            |
| 시몬 볼리바르                                                                                      | 볼리비아 콜롬비아 에콰도르 파나마 페루 베네수엘라 |
| 세레체 카마                                                                                        | 보츠와나                                          |
| 페드루 1세 (브라질) 및 José Bonifácio de Andrada e Silva                                           | 브라질                                            |
| 오마르 알리 사이푸딘 3세                                                                           | 브루나이                                          |
| 아스파루흐                                                                                         | 불가리아                                          |
| 존 알렉산더 맥도널드 등                                                                            | 캐나다                                            |
| 베르나르도 오이긴스                                                                                | 칠레                                              |
| 장제스 , 쑨원                                                                                      | 중화민국                                          |
| 카를로스 마누엘 데 세스페데스                                                                      | 쿠바                                              |
| 대주교 마카리오스 3세                                                                              | 키프로스                                          |
| 카를 4세                                                                                           | 체코                                              |
| 프란티셰크 팔라츠키                                                                                | 체코                                              |
| 토마시 가리크 마사리크                                                                             | 체코                                              |
| 콰메 은크루마                                                                                      | 가나                                              |
| 알렉산드로스 3세                                                                                   | 그리스                                            |
| 장자크 데살린                                                                                      | 아이티                                            |
| 아르파드                                                                                           | 헝가리                                            |
| 마하트마 간디                                                                                      | 인도                                              |
| 수카르노                                                                                           | 인도네시아                                        |
| 아브라함                                                                                           | 이스라엘                                          |
| 키루스 2세 보졸그                                                                                  | 이란 (페르시아)                                   |
| 카밀로 벤소 디 카보우르 백작 주세페 가리발디 주세페 마치니 비토리오 에마누엘레 2세                 | 이탈리아                                          |
| 천황                                                                                               | 일본                                              |
| 알리한 부케이하노프                                                                                | 카자흐스탄                                        |
| 조모 케냐타                                                                                        | 케냐                                              |
| 이승만 / 김구                                                                                      | 대한민국                                          |
| 김일성 / 김정일                                                                                    | 조선민주주의인민공화국                            |
| 요나스 바사나비추스                                                                                | 리투아니아                                        |
| 툰쿠 압둘 라만                                                                                     | 말레이시아                                        |
| 미겔 이달고 이 코스티야                                                                            | 멕시코                                            |
| 칭기즈 칸 , 담딘 수흐바타르                                                                        | 몽골                                              |
| 아웅 산                                                                                            | 미얀마                                            |
| 샘 누조마                                                                                          | 나미비아                                          |
| 빌럼 1세 판 오라녜                                                                                 | 네덜란드                                          |
| 은남디 아지키웨                                                                                    | 나이지리아                                        |
| 에이나르 게르하르센                                                                                | 노르웨이                                          |
| 무함마드 알리 진나                                                                                 | 파키스탄                                          |
| 마이클 소마레 경                                                                                   | 파푸아뉴기니                                      |
| 에밀리오 아기날도                                                                                  | 필리핀                                            |
| 안드레스 보니파시오                                                                                | 필리핀                                            |
| 호세 리살                                                                                          | 필리핀                                            |
| 아폰수 1세                                                                                         | 포르투갈                                          |
| 표트르 1세 벨리키                                                                                  | 러시아                                            |
| Ibn Saud of Saudi Arabia                                                                           | 사우디아라비아                                    |
| 사바 1세 네마니치                                                                                  | 세르비아                                          |
| Karađorđe와 밀로시 오브레노비치                                                                    | 세르비아                                          |
| 리콴유                                                                                             | 싱가포르                                          |
| 넬슨 만델라                                                                                        | 남아프리카 공화국                                 |
| 가톨릭 군주                                                                                        | 스페인                                            |
| 요한 페리르                                                                                        | 수리남                                            |
| 구스타브 1세 바사                                                                                  | 스웨덴                                            |
| 페르 알빈 한손                                                                                     | 스웨덴                                            |
| 줄리어스 니에레레                                                                                  | 탄자니아                                          |
| 하비브 부르기바                                                                                    | 튀니지                                            |
| 무스타파 케말 아타튀르크                                                                           | 터키                                              |
| 조지 워싱턴, 존 애덤스, 토머스 제퍼슨, 제임스 매디슨, 존 제이, 알렉산더 해밀턴, 벤저민 프랭클린 등 | 미국                                              |
| 호치민                                                                                             | 베트남                                            |

## 같이 보기
- 유럽 연합 창립의 아버지들
- 미국 건국의 아버지